# صافية كتو
زهرة رابحي، المعروفة باسمها المستعار صافية كتو ( 15 نوفمبر 1944، عين الصفراء - 29 يناير 1989، الجزائر العاصمة) كانت كاتبة وشاعرة وكاتبة مسرحية جزائرية من أبرز كتاب بلادها في الفترة التي أعقبت استقلال الجزائر عن فرنسا وأول كاتبة خيال علمي في الجزائر.

## سيرة شخصية
ولدت زهرة عام 1944 في عين الصفراء بولاية النعامة بالجزائر. كانت معلمة من 1962 إلى 1969، حيث قررت الانتقال إلى العاصمة الجزائر. وأصبحت هناك صحفية وعملت في العديد من الصحف الكبرى في المدينة، بما في ذلك وكالة الأنباء الجزائرية، Horizon وAlgérie-Actualité.

## بداياتها
عندما بدأت حياتها المهنية كصحافية، التقت صافية بالعديد من الكتاب، وبدأت وهي شاعرة بالفعل في ذلك الوقت، في المغامرة بكتابة المسرحيات والقصص القصيرة والروايات، ولا سيما الخيال العلمي. وكانت صافية أول كاتبة جزائرية تكتب قصص الخيال العلمي. كتاباتها مشحونة بمشاعر البلاد بعد الاستقلال في عام 1962. وتتراوح مواضيعها بين الحب والسياسة والوطنية والخيال العلمي والعديد من القضايا الاجتماعية. تحتوي نصوصها أيضًا على العديد من عناصر السيرة الذاتية. كما كانت عضوا في اتحاد الكتاب الجزائريين.
كما كتبت العديد من كتب الأطفال في سلسلة تسمى روز دي سابلز. نُشرت مجموعتها الشعرية التي تحمل عنوان «آمي سيثار» في عام 1979. كما كتبت مسرحية، Asthme، في نفس العام. ونشرت مجموعتها من قصص الخيال العلمي، La Planète Mauve et Autres Nouvelles، في عام 1983. في كندا، نُشرت تحت عنوان الكوكب الأرجواني ( The Purple Planet). تحتوي هذه المجموعة على العديد من القصص التي تحدث في الفضاء ، متحدية الزمان والمكان، في أماكن أسطورية وشعوب غريبة.
كانت صافية مهتمة بإيزابيل إيبرهارت وكتاباتها قبل أن تبدأ الكتابة، أولاً وقبل كل شيء الشعر. تميزت بقلم مليء بالعواطف، يعكس الرغبة في عالم أفضل، وسلام دائم، وعدالة مُنصفة.

## وفاتها
انتحرت صافية في 29 يناير 1989 في الجزائر العاصمة بالقفز من جسر تيليملي، بالقرب من مقر وكالة الأنباء الجزائرية. ودُفنت في مقبرة سيدي بوجمعة في عين الصفراء إلى جانب إيزابيل إيبرهارت، الكاتبة الفرنسية السويسرية. وكان عمرها قد ناهز 44 عامًا.

## الأعمال المنشورة
ألفت عدة أعمال:
- "Amie-Cithare" (شعر) عام 1979.[6]
- الكوكب الأرجواني (La Planète Mauve) عام 1983 نُشر في كندا من قبل Na'ma Editions ، وهو أول عمل خيال علمي جزائري.[7]
- أسماء (مسرحية)
- روز ديس سابلز 1983
- الربو 1979

كانت صافية مؤلفة مسرحيات أنتجها التلفزيون الجزائري تميز شعرها بقوة بموضوع الحرب، والحرب الجزائرية، وأيضًا بالبؤس والظلم والاستغلال والعنصرية. ومع ذلك، فإن كتاباتها تجاوزت حدود بلدها الأصلي، وقد غذت الأمل في أن تنتهي الحرب يومًا ما ويُفسح المجال للعدالة الاجتماعية. ألّفت لجميع القارات الخمس لأنها كانت تأمل في أن تنتهي الحرب يومًا ما، ويُحتفل بالأخوة.